# Tseel (distrikt i Mongoliet, Gobi-Altaj)
Tseel (mongoliska: Цээл Сум, Цээл) är ett distrikt i Mongoliet.   Det ligger i provinsen Gobi-Altaj, i den västra delen av landet, 900 km väster om huvudstaden Ulaanbaatar.